# Gilmerton Cove

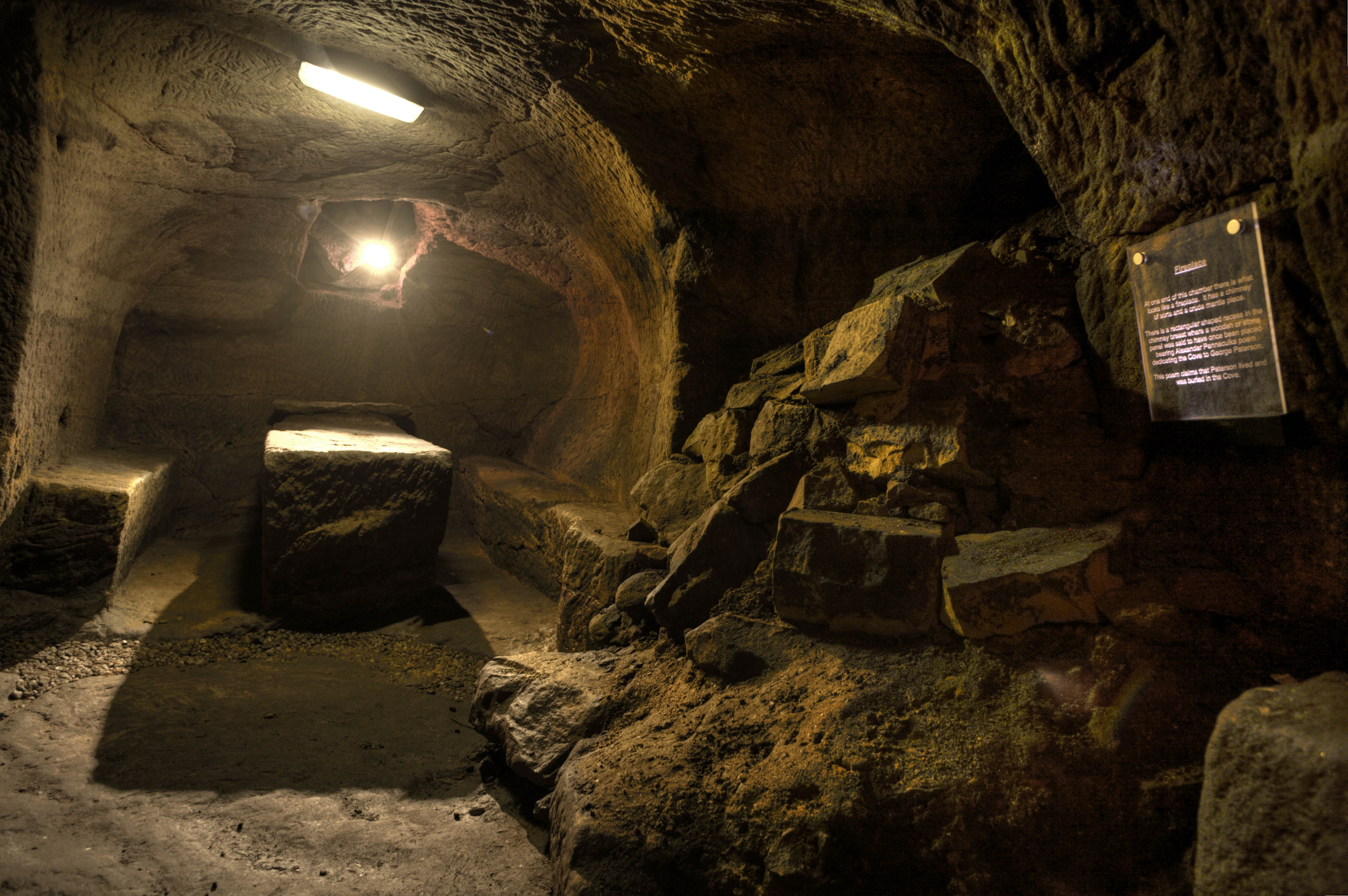
Gilmerton Cove

Gilmerton Cove ist ein Komplex künstlich angelegter unterirdischer Gänge, Kammern und Treppen, die unter dem Edinburgher Vorort Gilmerton aus dem anstehenden Sandstein geschnitten wurden. Gilmerton war ein mittelalterliches schottisches Dorf, das anwuchs, als es galt Bergleute und Steinbrecher und ihre Familien unterzubringen. Eine unscheinbare Hütte bildet den Eingang zur Gilmerton Cove.
Auch archäologische Untersuchungen konnten nicht klären, wann dieser Komplex entstand oder von wem oder wozu er verwendet wurde. Es gibt zahlreiche Theorien über die Ursprünge der Gilmerton Cove. Die traditionelle Theorie besagt, dass die Höhle das Werk des Schmiedes George Paterson sei, der sie zwischen 1719 und 1724 als Werkstatt und Wohnung für seine Familie ausgearbeitet hat. Diese Theorie tauchte erstmals im Jahre 1769 in Versen des Dichters Alexander Pennecuik (1652–1722) auf. Sie erfuhr eine weite Verbreitung durch eine detaillierte Beschreibung der Höhle, die Reverend Thomas Whyte im Jahre 1792 in „The Transactions of the Society of the Antiquaries of Scotland“ veröffentlichte. Die Paterson-Theorie herrschte im 19. Jahrhundert vor, unterstützt durch die Entdeckung, dass Paterson eine illegale Spelunke im Ort betrieben hatte, in der am Feiertag getrunken wurde.
Im Jahre 1897 untersuchte Frederick Rhenius Coles (1854–1929) vom National Museum of Antiquities of Scotland Gilmerton Cove. Seine Schlussfolgerungen, die er in der Zeitung The Scotsman im Jahre 1906 veröffentlichte, waren, dass Gilmerton Cove lange vor George Paterson aus dem Fels gehauen wurde, vor allem wegen der Art der Werkzeuge, die Schlagmarken auf dem Felsen hinterlassen hatten. Eine neue umfassende archäologische Untersuchung fand zwischen 2000 und 2002 statt. Schutt, der einige Kammern und Gänge blockierte, wurde entfernt und steinernen Stufe zu einem hinteren Eingang, ein Netz von Entwässerungsgräben und verschiedene Artefakte aus den letzten drei Jahrhunderten wurden entdeckt. Das Fazit war, dass Gilmerton Cove in den letzten Jahrhunderten so intensiv genutzt wurde, dass alle archäologische Belege seiner Entstehung verloren gingen. Abgesehen von der nicht vorhandenen räumlichen Enge erinnert die Anlage an kontinentale Erdställe.
Die Kooperation zwischen Gilmerton Heritage Trust und The City of Edinburgh Council erlaubte es, die restaurierte Höhle im Jahr 2003 für Besucher zu öffnen.